# The Book of Kells (альбом)
The Book of Kells (с англ. — «Келлская книга») — второй студийный альбом прогрессивной кельтской рок-группы Iona, вышедший в 1992 году.

## Об альбоме
The Book of Kells был записан в начале 1992 года. Альбом рассказывает эпизоды из Келлской книги — рукописной книги, созданной примерно в 800 году кельтскими монахами, богато иллюстрированной миниатюрами и орнаментами. Книга содержит четыре Евангелия, вступление и толкования. Предположительно создана на острове Айона, именем которого названа группа, в монастыре св. Колумбы.
Альбом снова записывался в нескольких студиях:
- Studio 2, Лидс. Звукорежиссёр Роб Прайс
- Wildlife Studio, Ипсуич. Звукорежиссёр Найджел Палмер
- Kensington Temple Church. Звукорежиссёр Найджел Палмер

Был ремастирован и переиздан для коллекционного издания The River Flows: Anthology Vol. 1 в 2002 году. В 2003 году выпущен отдельно на лейбле Open Sky Records.

## Список композиций
1. Kells Opening Theme — 4:18
2. Revelation — 4:38
3. Mathew-The Man — 11:54
4. Chi-Rho — 4:39
5. Mark-The Lion — 3:29
6. The River Flows — 5:01
7. Luke-The Calf — 4:03
8. Virgin and Child — 3:16
9. Temptation — 4:34
10. The Arrest-Gethsemane — 3:49
11. Trinity-The Godhead — 6:09
12. John-The Eagle — 4:15
13. Kells — 5:29
14. Eternity-No Beginning No End — 6:47

## Участники записи
Группа
- Джоанна Хогг (Joanne Hogg[англ.]) — вокал, клавишные
- Дэйв Бэйнбридж (Dave Bainbridge[англ.]) — гитара, клавишные, колокола
- Дэвид Фицджеральд (David Fitzgerald) — саксофоны, флейта, флейта-пикколо, китайские флейты, флажолет, ди, китайский гобой (suona)
- Тэрл Брайант (Terl Bryant[англ.]) — барабаны, перкуссия
- Ник Бэггс (Nick Beggs) — стик, бас-гитара, тарелки

Гости
- Фрэнк Ван Эссен (Frank Van Essen) — барабаны, перкуссия, скрипка
- Трой Донокли (Troy Donockley) — ирландская волынка, флейты
- Питер Витфилд (Peter Whitfield[англ.]) — скрипка, альт
- Фиона Дэвидсон (Fiona Davidson) — кельтская арфа
- хор Кенсинктонгской церкви (Kensington Temple) — «Небесная армия» (Heavenly Hosts)

## Некоторые издания альбома
- 1990, Великобритания, What Records WHAR 1287, 1992, LP
- 1990, Великобритания, What Records WHAD 1287, 1992, CD
- 1990, Великобритания, What Records WHAC 1287, 1992, аудиокассета
- 1990, США, Forefront Records FFD-3001, 1990, CD
- 2003, Великобритания, Open Sky Records OPENVP2CD, 3 ноября 2003, CD